# Pobedim
Pobedim (em húngaro: Pobedény) é um município da Eslováquia, situado no distrito de Nové Mesto nad Váhom, na região de Trenčín. Tem 8,61 km² de área e sua população em 2018 foi estimada em 1.156 habitantes.

## Demografia
| Ano:        | 1994 | 2004   | 2014   | 2024   |
| ----------- | ---- | ------ | ------ | ------ |
| Broj ljudi: | 1231 | 1218   | 1177   | 1111   |
| Razlika:    |      | -1,05% | -3,36% | -5,60% |

| Ano:               | 2023 | 2024   |
| ------------------ | ---- | ------ |
| Número de pessoas: | 1128 | 1111   |
| Diferença:         |      | -1,50% |